# Waräger

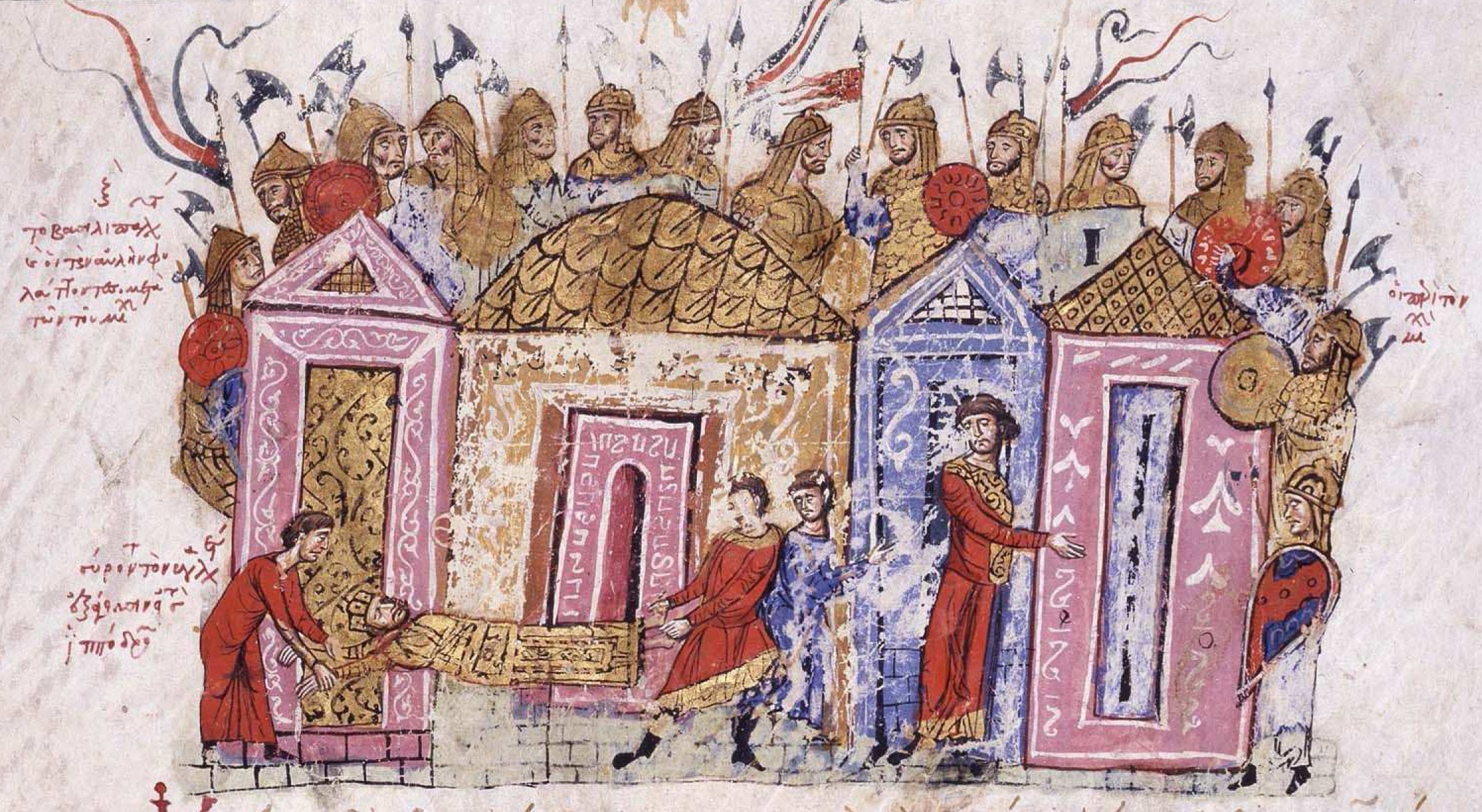
Die Warägergarde in der Chronik des Johannes Skylitzes (12. Jahrhundert)

Waräger (altisländisch Væringjar, altrussisch варяги, warjagi, griechisch Βάραγγοι, Varangoi) ist die Bezeichnung für aus Skandinavien stammende Händler und Krieger, die seit dem 8. Jahrhundert im Gebiet von Dnepr, Düna, Wolga und Don bis ins Kaspische und Schwarze Meer nachgewiesen sind. Sie werden in altrussischen, byzantinischen und arabischen Quellen erwähnt und sind als eine Teilgruppe der Wikinger zu betrachten.

## Begriff

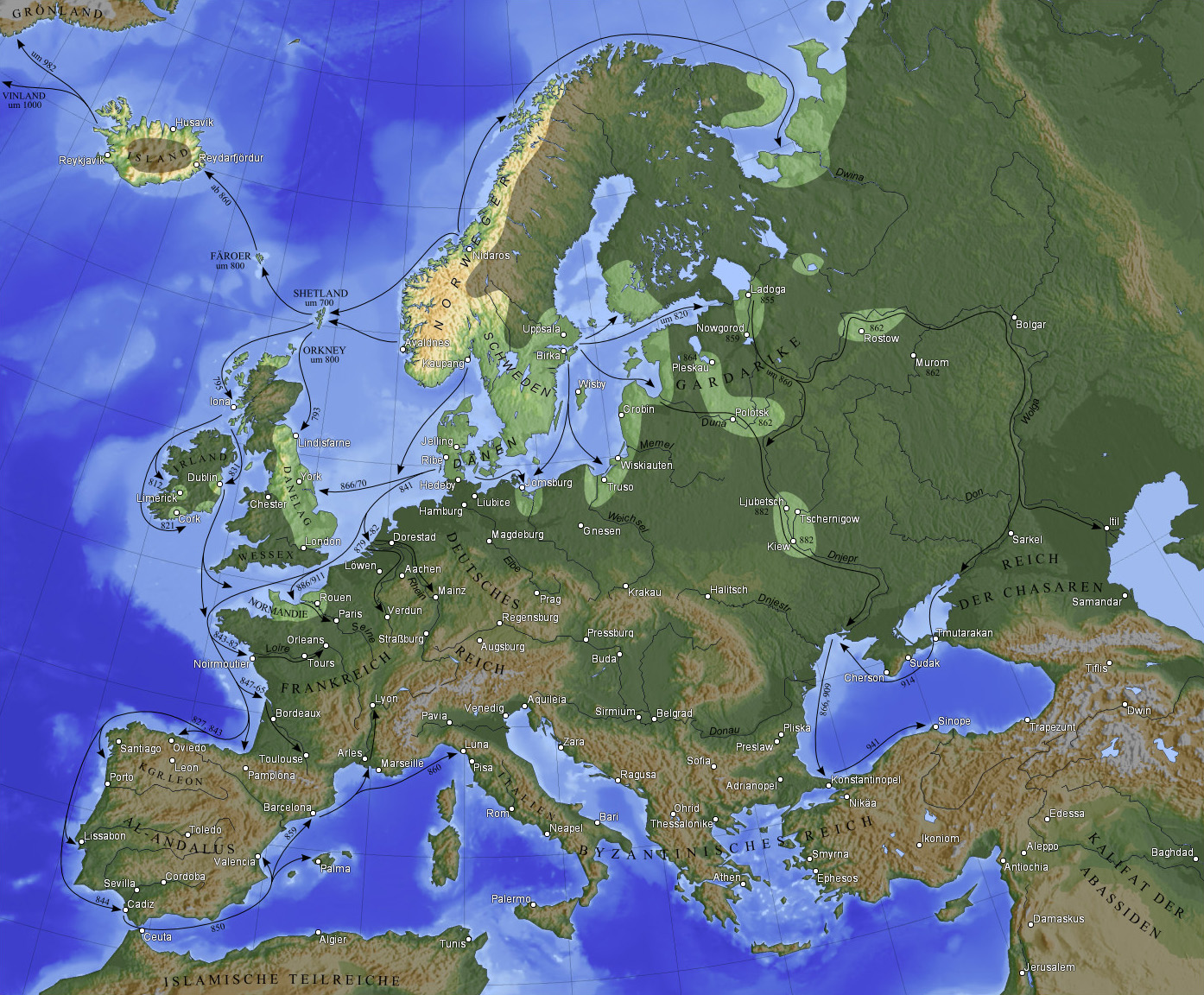
Unternehmungen der Skandinavier vom 8. bis zum 10. Jahrhundert

Als Waräger wurden insbesondere durch Eide und Schwüre sowie gemeinsame Handelsinteressen verbundene skandinavische bewaffnete Männerbünde bezeichnet, die zwischen dem 8. und 12. Jahrhundert im Baltikum und in Osteuropa aktiv waren.
Die Waräger kamen meist von den Stämmen der Svear und Gauten aus dem heutigen südlichen Schweden.

### Etymologie
Die altostslawische varęgŭ wurde von altnordischen væringi abgeleitet, ursprünglich eine Zusammensetzung von vár „Gelöbnis“ und gengi „Weggefährte“, d. h. „beeidigte Person“. Von einem Teil russischer Historiker wird der Name der Waräger mit dem Namen des westslawischen Stammes der Wagrier in Verbindung gebracht.

### Struktur
Über die innere Struktur der Männerbünde ist wenig bekannt. Archäologische Funde von Gräbern zeigen eine Bedeutung der Waffenausstattung. Ob auch Frauen Zugang zu diesen Bünden hatten, ist nicht klar, wenngleich es archäologisch erwiesen auch reich ausgestattete Frauengräber gibt, die an eine Beteiligung von Frauen an Handelsgeschäften denken lassen.

## Von den Warägern zu den Griechen
Die Waräger nutzten große Flüsse wie Wolchow, Newa, Düna, Wolga, Dnepr und Don, um sich im osteuropäischen Tiefland fortzubewegen. Die Waräger traten ebenso wie die übrigen Wikinger als Händler, Krieger und Siedler auf.
Bei ihren Handels- und Raubfahrten über das Schwarze Meer kamen die Waräger nach Konstantinopel, wo sie ab 988 die Leibgarde (Warägergarde) der byzantinischen Kaiser stellten.

## Kiewer Rus
Die Waräger waren spätestens seit dem 9. Jahrhundert die Führer im Gebiet der Ilmensee-Slawen, Tschuden und Kriwitschen. Rjurik begründete die Rus von Nowgorod, sein Nachfolger Oleg die Kiewer Rus.
Die in der Rus ansässigen Skandinavier wurden später nicht mehr als Waräger bezeichnet. Das Wort wurde nur noch für Fremde verwendet, nicht für Einheimische. Bis ins 13. Jahrhundert kamen immer wieder neue Krieger aus Skandinavien als Söldner in die Kiewer Rus. Sie stellten auch die Leibwachen russischer Fürsten, die Druschina.
Lange Zeit war umstritten, ob die Gründung der Kiewer Rus ursprünglich auf normannische (also skandinavische) oder slawische Gruppen zurückgeht. Birgit Scholz schreibt in ihrer Dissertation: „Die Frage nach den slawischen oder normannischen Wurzeln des altrussischen Staates ist seit dem 18. Jahrhundert ein Politikum ersten Ranges in den Beziehungen zwischen der deutschen, skandinavischen und russischen Historiographie, stoßen hier doch Überlegenheitsgefühle auf der einen Seite und gewisse Minderwertigkeitskomplexe auf der anderen Seite zusammen.“

## In Arabien und Asien
Ausgrabungen neuerer Zeit haben erbracht, dass – zumindest vereinzelt – warägische Händler, nachdem sie ihre Güter durch Karawanen über die Landenge bei Sues ans Rote Meer hatten bringen lassen, auch im Bereich des heutigen Katar auftraten.
Im 9. Jahrhundert traten Angehörige des Volkes der „Rus“ in Serkland als reisende Händler entlang des Wolga-Handelsweges auf. Aus arabischen Quellen geht hervor, dass Waräger schon im 9. Jahrhundert nach Itil am Kaspischen Meer kamen, von wo aus man die Seidenstraße nach China erreichen konnte, und dass sie Bagdad besuchten.

## Verschiedenes
Der Begriff diente unter anderem als Bezeichnung für den russischen Kreuzer Warjag (1899), den sowjetischen, nicht fertiggestellten gleichnamigen Flugzeugträger (Baubeginn 1985) sowie im Zweiten Weltkrieg für eine geplante Division der Waffen-SS. Die Waräger dienten als Namenspate für ein Volk (Variags aus Khand) in Tolkiens Welt.